# Orange County (New York)
Orange County ist ein County im Bundesstaat New York der Vereinigten Staaten. Bei der Volkszählung im Jahr 2020 hatte das County 401.310 Einwohner und eine Bevölkerungsdichte von 189,8 Einwohner pro Quadratkilometer. Der Verwaltungssitz (County Seat) ist Goshen.

## Geschichte
Das County leitet seinen Namen von dem niederländischen König Wilhelm III. von Oranien-Nassau (William of Orange) ab.

## National Register of Historic Places

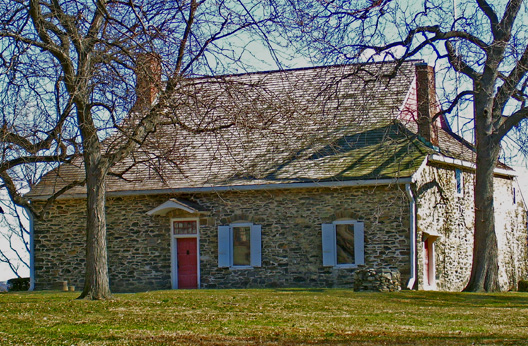
Die Washington’s Headquarters State Historic Site (2006) ist eines von acht National Historic Landmarks im County.

Im Orange County sind 179 Bauwerke, historische Bezirke und Stätten in das National Register of Historic Places eingetragen (Stand 19. Februar 2018). Acht Orte werden durch den National Park Service als National Historic Landmarks geführt.

## Geographie
Das County hat eine Fläche von 2.172 Quadratkilometern, wovon 58 Quadratkilometer Wasserfläche sind. Orange County grenzt im Osten an den Hudson River, im Südosten an Rockland County, im Süden an den Bundesstaat New Jersey, und im Norden an Sullivan County und Ulster County.

## Städte und Ortschaften
| - Balmville - Beaverdam Lake-Salisbury Mills - Blooming Grove - Central Valley - Chester - Cornwall-on-Hudson - Cornwall - Crawford - Deerpark - Firthcliffe - Florida - Fort Montgomery - Gardnertown - Greenville - Greenwood Lake - Hamptonburgh | - Harriman - Highland Falls - Highland Mills - Highlands - Kiryas Joel - Maybrook - Mechanicstown - Middletown - Minisink - Monroe - Montgomery - Mount Hope - New Windsor - Newburgh - Orange Lake - Otisville | - Pine Bush - Port Jervis - Scotchtown - Tuxedo Park - Tuxedo - Unionville - Vails Gate - Walden - Wallkill - Walton Park - Warwick - Washington Heights - Washingtonville - Wawayanda - West Point - Woodbury |

## Sonstiges
Im County liegt der We-Wah Lake, ein Stausee.
Nach dieser Region ist die Motorradfirma Orange County Choppers mit Sitz in Newburgh, im nördlichen Teil des Countys, benannt.